# Bulbophyllum japonicum
Bulbophyllum japonicum là một loài phong lan thuộc chi Bulbophyllum.